# Aiguabarreig (Mequinenza)
El Aiguabarreig es un espacio natural de gran trascendencia como área de reproducción, invernada y descanso de fauna migratoria ubicada en Mequinenza (Aragón). Constituye la mayor confluencia fluvial de la península ibérica (con la unión de los ríos Ebro, Segre y Cinca), una de las más grandes de Europa y una de las que tiene mayor interés biológico y ambiental en España.

## Topónimo
El término "Aiguabarreig" proviene de la palabra de origen catalán que designa la mezcla de aguas en el lugar en el que dos o más corrientes de aguas se unen y forman una sola. El Aiguabarreig Segre-Cinca-Ebro se forma en el momento que el río Cinca junta sus aguas con las del río Segre, en el término municipal de Masalcorreig y de Granja de Escarpe, y a su vez estas son aportadas al río Ebro, ya en Mequinenza.
La actual imagen del Aiguabarreig es reciente, fruto del resultado de cambios introducidos por la acción del hombre. El Aiguabarreig natural quedó sepultado con la construcción de los embalses de Mequinenza y Ribarroja, que inundaron las frondosas orillas y muchísimas islas que salpicaban el lecho entre el Segre y el Ebro frente a la villa de Mequinenza. Con el paso de los años y entre otras cosas, gracias al aporte de sedimentos del Cinca y del Segre, que ya no llegan a alcanzar el Delta del Ebro e inmovilizados por el freno que imponen las presas en la dinámica fluvial, las masas forestales y carrizales del Aiguabarreig han ido recuperando el aspecto de antaño, con una nueva característica, sus aguas son ahora mansas por el efecto de cola de embalse.

## Marco Geográfico
Territorialmente se encuentra en el centro de la Depresión media del Ebro. Limita al oeste con los Monegros, al este con los Tossals de Montmeneu y Almatret y hacia el sur con la cola del embalse de Ribarroja. Este gran espacio natural está dividido entre dos comunidades autónomas (Aragón y Cataluña) y sus extremidades en dos comarcas; Segriá  para Cataluña y Bajo Cinca en Aragón. El Segre y el Cinca forman un primer Aiguabarreig entre las poblaciones de Granja de Escarpe, Masalcorreig y Torrente de Cinca, las dos primeras en territorio de la comunidad de Cataluña y la tercera en el territorio de la comunidad de Aragón, a pocos kilómetros convergen con las aguas del Ebro, ya en el término municipal de Mequinenza. 
El Aiguabarreig de Mequinenza está controlado por la ZEPA Matarraña-Aiguabarreig,” de 36.821 ha, de las que 7.417.26 ha se sitúan en el municipio de Mequinenza. La ZEPA engloba la zona central del Aiguabarreig, desde el sur de Torrente de Cinca, todo el espacio fluvial de Mequinenza hasta la unión con el río Matarraña en la comarca homónima. Para la cuenca del Matarraña, la ZEPA incluye los municipios de Fayón, Nonaspe, Fabara y Maella.

## Paisaje

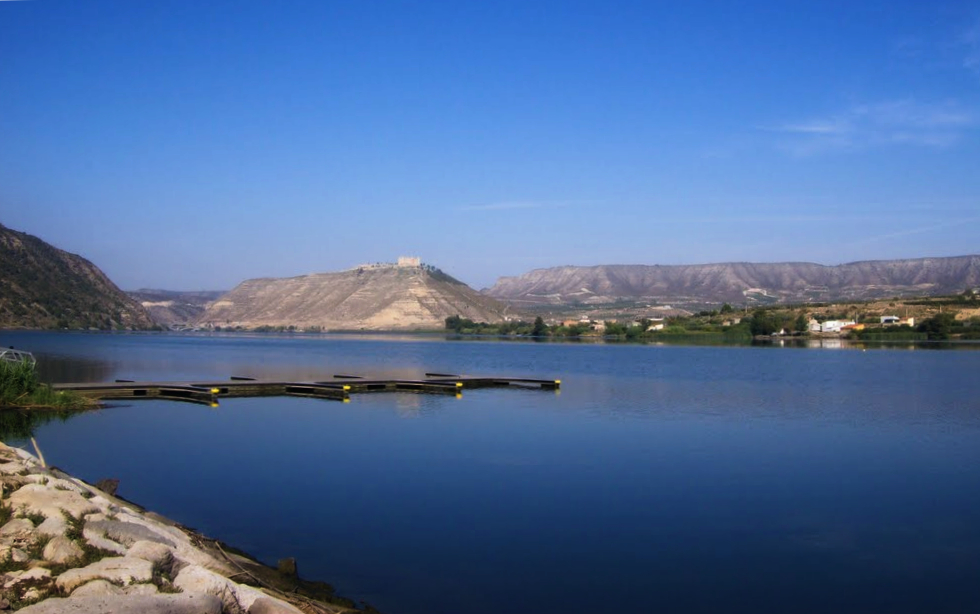
Mar de Aragón en Mequinenza.

En el Aiguabarreig encontramos cientos de metros de anchura de agua, con numerosas islas fluviales y bosques de ribera, de las más extensas del Ebro, grandes masas de carrizal, playas de guijarros, pozas y galachos. Es también punto de confluencia de la flora esteparia, proveniente de la zona árida de Monegros y la flora mediterránea que asciende por el valle del Ebro, incluyendo algunos elementos propios de la montaña. La entrelazada conexión de las riberas fluviales y las lagunas con un entorno árido y mediterráneo donde abundan riscos verticales (escarpes) y a la vez planas de frutales le otorgan esta riqueza biológica excepcional.
El paisaje es de un gran contraste entre el gran humedal que forman la unión de los ríos Ebro, Segre y Cinca y la aridez circundante, circunstancia que hace de este lugar un punto estratégico para muchas aves, ya sea para invernar, para reproducirse o como punto de parada en el largo recorrido migratorio. El hecho de estar ubicado en plena depresión del Ebro y la proximidad del Parque natural del Delta permiten al Aiguabarreig convertirse en un extraordinario conector biológico.

### Vegetación
El Aiguabarreig de Mequinenza se enmarca en el dominio de la vegetación esclerófila mediterránea, que aquí aparece sobre los terrenos terciarios que bordean los ríos. Por otra parte, la vegetación de ribera tiene carácter eurosiberiano, ya que se trata de comunidades relativamente independientes de la precipitación, gracias a su conexión directa con el nivel freático. Asimismo tiene un interés ecológico excepcional, ya que sus especiales condiciones microclimáticas (baja temperatura media, alta humedad y baja intensidad de luz) durante los periodos estivales retrasa el desarrollo fenológico de las plantas presentes, y provee de flores, frutos y biomasa verde los ecosistemas de los alrededores, justo en un período en que éstos tienen un bajo estado productivo. También ofrecen excelentes condiciones para la prevención de la deshidratación de las poblaciones de insectos que viven de manera ocasional o permanente. Sin olvidar el importante papel ecológico que tienen como corredores biológicos para un gran número de especies.
Entre las comunidades de ribera encontramos alamedas, formaciones caracterizadas por el dominio del chopo y el álamo, con la presencia esporádica de algún aliso y en menor medida fresnos . En un segundo estrato encontramos sauces (Salix alba, S. fragilis, S. purpurea) y tamarindos. El estrato arbustivo lo constituyen sobre todo las zarzas, que forman masas de cierto volumen, y el roldón, no muy frecuente. También encontramos la típica regaliz. Las salcedas sobre los limos y sobre las gravas de arrastre son la orla natural de las alamedas y choperas. El sauce y la mimbrera dominan esta asociación que representa un papel muy importante en la retención de sedimentos procedentes de las riadas debido a su estructura tridimensional y de su elasticidad. También se encuentra vegetación repoblada de Pinus halepensis, romerales caracterizados por la presencia de Salvia rosmarinus y algunas especies termófilas, siendo frecuente que en su seno aparezcan pies diversos o pequeñas masas de Quercus coccifera o Juniperus phoenicea. Existen también algunas especies helófitas como Phragmites australis o Typha domingensis.
El carrizal cubre una banda muy ancha de las gleras a menudo de un centenar de metros a lo largo del curso fluvial en canales laterales y charcas. Es una comunidad de aspecto totalmente diferente a cualquier otra; el carrizo y las eneas  que dominan alternativamente, forman masas apretadas y monótonas que siguen la orilla. Sus rieles se hunden en el cieno ejerciendo una competencia que no deja prácticamente oportunidad a otras especies debido a su estrategia de reproducción a partir de tallos modificados que se extienden bajo tierra (rizomas) y que llegan hasta cien cañizos para metro cuadrado. A principios de verano el nivel del río se retira a su cama de estiaje y aparece una banda de arena y limo con un elevado contenido de humedad. En este sustrato se desarrollan comunidades higronitrófilas (Xanthio-Polygonetum) con especies de características centroeuropeas como la cachurrera, Polygonum persicaria y Paspalo-Polypogonetum viridis. Estas comunidades desaparecen en otoño con el ascenso del nivel del agua.
En cuanto a la vegetación mediterránea típica de esta zona, destacan claramente la coscoja, el lentisco y el espino negro . También en ocasiones tiene un estrato arbóreo el pino carrasco. Allí donde las tierras son carbonatadas aparecen matorrales de romero como la formación más abundante. Otros matorrales menos frecuentes son Genista biflora y Cistus clusii. En cuanto a los herbazales, encontramos Brachypodium retusum. En las áreas de areniscas y lutitas, con suelos limosos, hay espartales como el albardín . Donde afloran las tizas crecen comunidades gipsícolas con el Gavoi Ononis tridentata, y los cortes y zonas muy frecuentadas por los rebaños aparecen las comunidades más nitrófilas como la Artemisia herba-alba, Salsola Vermiculata o salado blanco.

### Geología
Desde el punto de vista geológico, la región que acoge el enclave se ubica en la cuenca del Ebro, cuenca sedimentaria terciaria, limitada al norte por los Pirineos, la Cordillera Costera Catalana al este y la Cordillera Ibérica al sur y sureste. Durante el terciario (Oligoceno inferior y Mioceno superior), los sistemas aluviales procedentes de estas tres cordilleras vertían sus aguas hacia la cuenca del Ebro, que, en aquellos tiempos, tenía un carácter endorreico. Así las aguas cargadas de sedimentos se acumulaban en las partes centrales formando lagos inmensos de aguas someras. Es el caso de Mequinenza, donde había una serie de lagos y áreas palustres con una sedimentación carbonatada asociada a un gran aporte de materia orgánica, con presencia de abundantes gasterópodos (Planorbis sp.), caráceas, ostrácodos, tortugas, cocodrilos, pequeños roedores, etc. como lo demuestran las investigaciones paleontológicas de la zona, que hacen del Bajo Cinca uno de los puntos de hallazgos de roedores más importantes de Europa.
Los materiales que afloran en la zona, desde el punto de vista litológico, están integrados por gruesos paquetes de calizas lacustres con estratificación horizontal, que alternan con niveles más delgados de margas y lutitas, areniscas fluviolacustres y localmente lignitos de un espesor de 20 a 70 cm de media. Estos materiales de las proximidades del río se encuentran recubiertos de terrazas y depósitos aluviales formados por cantos, gravas, arenas y arcillas cuaternarias. 

## Biodiversidad y avistamiento de aves

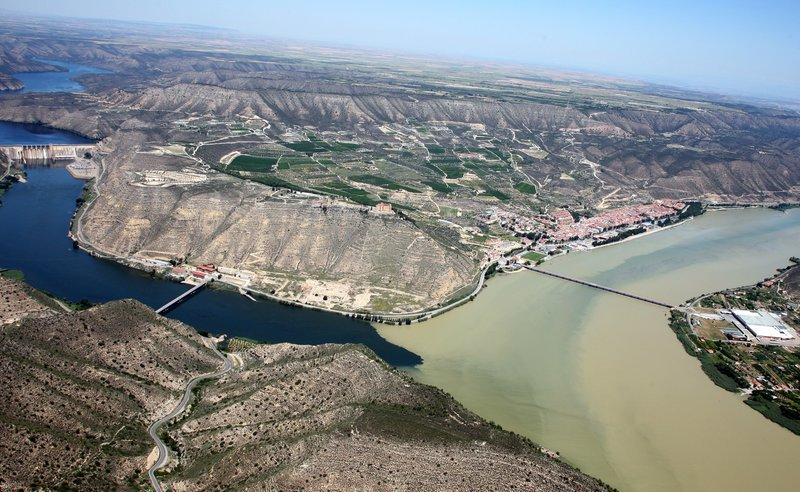
Confluencia fluvial de Ebro, Segre y Cinca en Mequinenza.

En cuanto a los pájaros, de las aproximadamente 280 especies presentes a lo largo del ciclo anual, hay anidan más de 140, tanto en los ambientes fluviales como los originados por el paso de los ríos o su entorno. Gracias a estas características conviven especies de ambientes bien opuestos donde las aves son el grupo más destacado, abarcando desde colonias de ardeídas, en las islas fluviales, a todo tipo de rapaces, así como aves propias de ambientes desérticos, incluyendo una extensa representación de especies escasas y amenazadas en Europa. Otros grupos faunísticos bien representados son: reptiles, anfibios y mamíferos, estos últimos, con una extraordinaria representación de diferentes especies de murciélagos, una abundante población de ciervos, corzos, presencia de la sigilosa nutria y la cada vez más abundante cabra salvaje, pudiéndose llegar a observar desde el mismo pueblo o en el castillo de Mequinenza. Los endemismos son notables en la entomofauna y dentro de las aguas, junto con las náyades, subsisten con dificultad (por los efectos de los embalses y la introducción de especies piscícolas con fines deportivos) poblaciones de peces autóctonos como el fraret o zorro de río.
La acumulación de sedimentos en la cola del embalse de Ribarroja ha permitido que a lo largo de los últimos años se hayan constituido diferentes islas entre las confluencias primero del Segre con el Cinca hasta llegar al Ebro, ya en la población aragonesa de Mequinenza. De entre todas ellas cabe destacar l’Illa dels Martinets que se ha convertido a lo largo de los años en una importante colonia de nidificación para muchas especies de Ardeidas, como la garcilla bueyera, la garceta común, el avetorillo común, el martinete común, la garceta grande, la garza real y la garza imperial, a las que en los últimos años se ha añadido la garcilla cangrejera y donde invernan bien camuflados entre las masas de carrizo, unos pocos ejemplares de avetoro común. Esta gran cantidad ornítica incluye parejas de golondrinas de orilla que colonizan con espectaculares colonias las paredes de las terrazas fluviales, cisnes o algunos cientos de patos. En estos bosques de ribera encontraremos una de las dos únicas poblaciones ibéricas de Lanius minor.

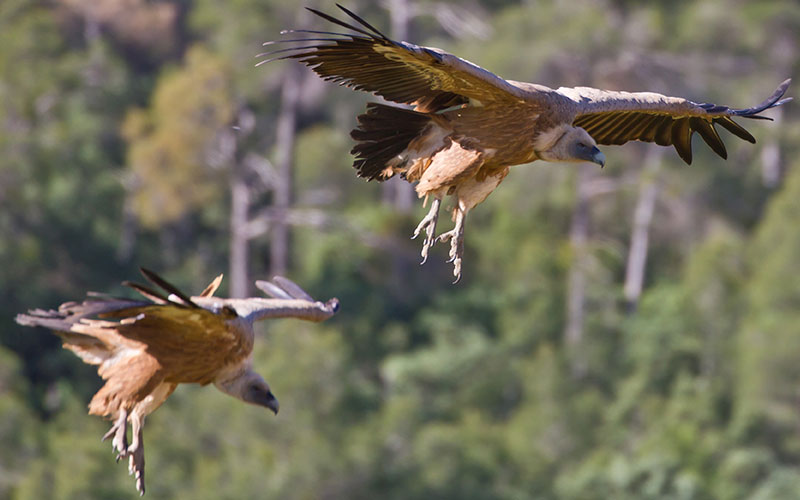
Gyps fulvus en el Aiguabarreig de Mequinenza.

Los bosques de ribera y los carrizales bien conservados y de gran extensión albergan una población ornítica, interesante y bien nutrida, que pueden ser observada a lo largo de todo el año, aprovechando las diferentes fases de este ecosistema; rálidos, pícidos, túrdidos, páridos, fringílidos o emberícidos. En el entorno de estepa encontraremos: sisón común, ganga ortega, ganga ibérica, carraca o las terreras común y marismeña, por destacar algunas de las más emblemáticas, y en las áreas de transición entre estos espacios: currucas mirlona y tomillera, roquero solitario  y collalbas negra y rubia, por citar algunas de las más representativas. Entre los carrizales se dan cita especies como calopteryx virgo, sympetrum flaveolum, ishnura pumilio e incluso anax imperator.
Por último, destacar los escarpes, característicos del Valle del Ebro, y que sin lugar a dudas albergan a un nutrido grupo de especies rupícolas, en especial rapaces, pudiéndose observar sin gran dificultad muchas de ellas, entre las cabe destacar algunas de ellas con un gran interés de conservación, a nivel nacional y autonómico, por citar algunas de ellas; buitre leonado, alimoche común, águila real, águila perdicera, águila calzada, culebrera europea, busardo ratonero, aguilucho lagunero occidental, milanos negro y real, halcón peregrino y búho real.
Los anfibios y reptiles identificados en el Aiguabarreig son sapo partero común, sapo de espuelas, sapillo moteado común, sapo común, sapo corredor, rana común, galápago leproso y europeo, salamanquesa común, lagartija colirroja, lagarto ocelado, lagartija ibérica, lagartija colilarga, lagartija cenicienta, culebra de escalera, culebra lisa meridional, culebra bastarda y culebra viperina.
La Dirección General de Turismo de Aragón incluyó al Aiguabarreig dentro de las 16 rutas seleccionadas guiadas para la observación de aves en Aragón. Cada ruta se describe en una ficha completa sobre las aves y el territorio y se complementa con lugares de interés de la zona y alojamientos. El Ayuntamiento de Mequinenza, en colaboración con la Comarca del Bajo Cinca, señalizó 7 rutas que pueden realizarse a pie, en bicicleta o a caballo que recorren los parajes del Aiguabarreig y ofrecen vistas privilegiadas a la confluencia los ríos.

## Patrimonio Cultural
La pesca deportiva y la navegación son dos de las actividades más frecuentes. El Aiguabarreig es, gracias a la pesca, un punto de interés internacional con cientos de pescadores, particularmente centroeuropeos, que visitan cada año estos ríos y disfrutan de la extensa red de ofertas existentes en torno a esta actividad. Las especies de peces introducidas, de gran atracción para el pescador, son sobre todo el black bass, el lucio-perca o el conocido siluro. Además, cientos de naturalistas visitan cada año la zona atraídos por su gran diversidad biológica, particularmente los observadores de aves.
El entorno del Aiguabarreig está marcado por la cuenca carbonífera de Mequinenza y los más de 150 años de historia minera en la localidad. La extracción de lignitos y su transporte ha marcado los pueblos del Aiguabarreig, dado su estrecho vínculo con los ríos. Símbolo son los extinguidos "llauts", unas embarcaciones que mantenían unidas las personas y la cultura de todas las villas ribereñas. Todavía pueden verse diferentes espacios de patrimonio industrial minero alrededor de los ríos cuyas aguas sirvieron para transportar el carbón en unas embarcaciones típicas de Mequinenza conocidas como "llauts".

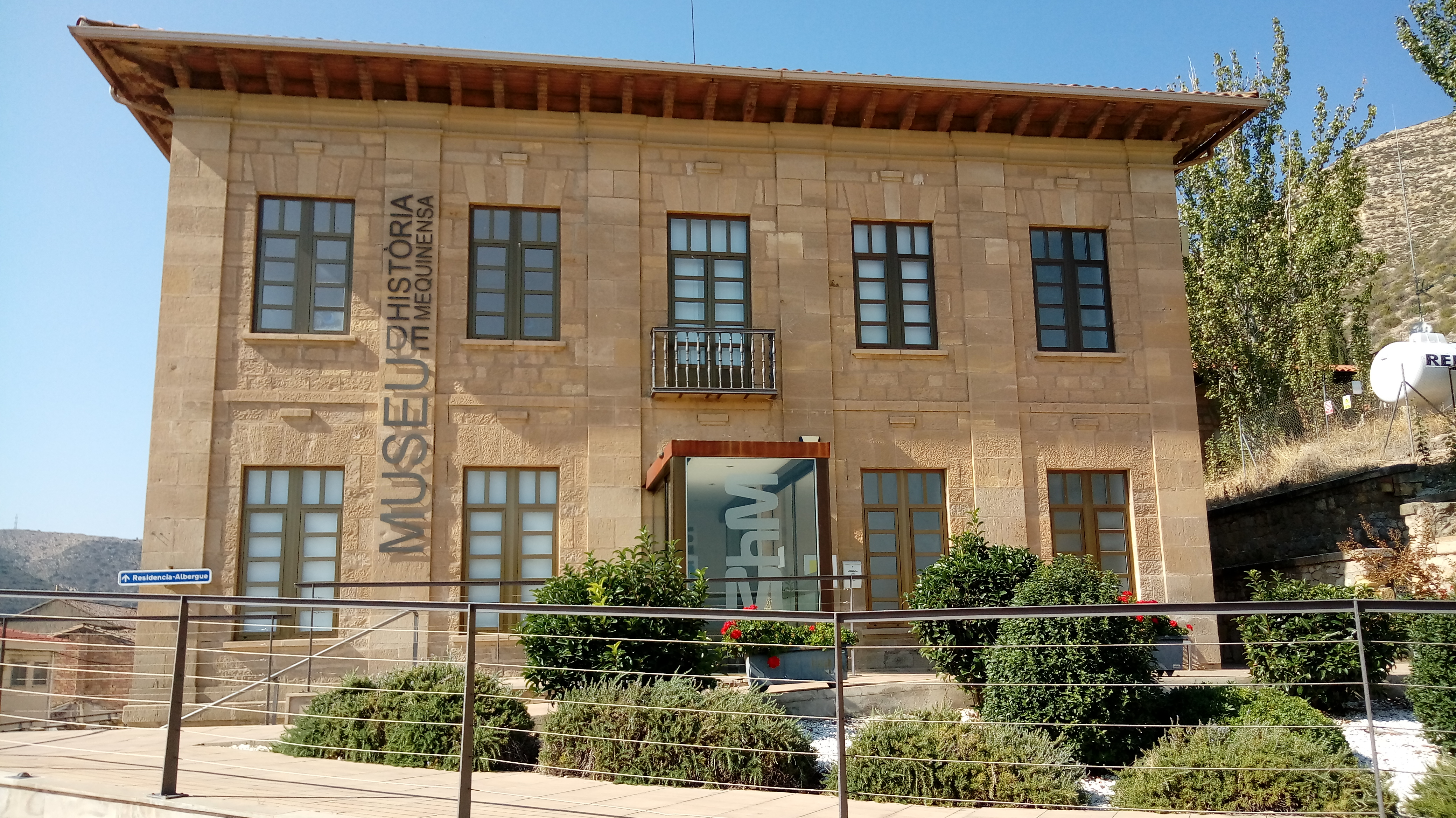
Edificio del Museo de la Historia de Mequinenza.

Los Museos de Mequinenza se centran en el patrimonio minero e histórico del Pueblo Viejo de Mequinenza que fue demolido e inundado bajo las aguas del río Ebro tras la construcción de los embalses de Ribarroja y Mequinenza. En el Museo de la Mina se puede visitar una mina de carbón auténtica de más de un kilómetro de recorrido interior con material histórico y máquinas que han sido utilizadas para la extracción de carbón durante más de 150 años en la cuenca minera de Mequinenza. En el Museo de la Historia de Mequinenza se puede recorrer el pasado de la población, desde la Prehistoria hasta el derribo del pueblo viejo de Mequinenza así como un espacio dedicado al escritor mequinenzano Jesús Moncada.

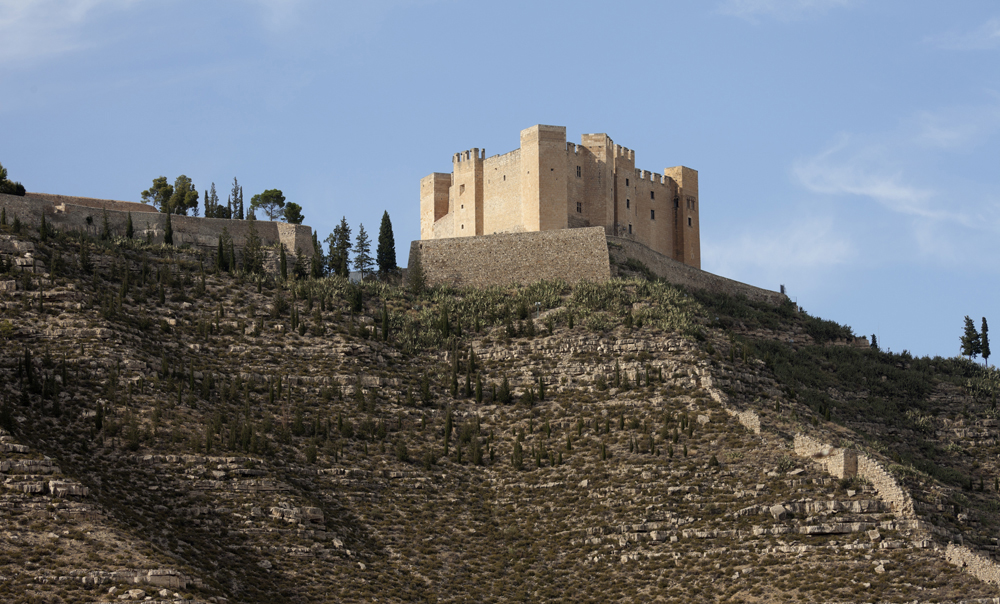
Castillo de Mequinenza.

El Castillo de Mequinenza se alza casi al borde de un gran escarpado justo en la confluencia de los ríos Ebro, Segre y Cinca en Mequinenza. Su planta es un cuadrilátero irregular, con siete torreones rectangulares excepto uno, el más robusto, que es de planta pentagonal. Pocas fortalezas tendrán un mejor emplazamiento que ésta, contemplando un extenso e impresionante paisaje sobre la confluencia de los ríos y sus tierras circundantes alcanzando a ver en días despejados los Pirineos. El edificio es un auténtico Castillo-Palacio, uno de los mejores que el arte gótico legó a la Corona de Aragón, datado en los siglos XIV y XV.
Parte de la antigua población de Mequinenza puede visitarse hoy en día porque se ha convertido en un gran parque de la memoria al aire libre tras su derribo y inundación por los pantanos del Ebro. Se han recuperado de entre las runas los trazados originales de las calles y de las casas que quedaban por encima del nivel del agua. La Mequinenza antigua, el “Pueblo Viejo” como la conocen los mequinenzanos, es una invitación a pasear por el recuerdo de sus calles y callejones, a redescubrir parte de la antigua Iglesia, a imaginar los antiguos muelles y conocer mil historias, curiosidades y leyendas de aquella milenaria e histórica villa de navegantes y mineros a orillas del río Ebro.
Existen varios abrigos de arte rupestre en los alrededores de Mequinenza, entre los que destacan Barranco de Campells II, Valbufandes III catalogados como Patrimonio de la Humanidad por la UNESCO. Estas manifestaciones de arte rupestre reciben también la máxima protección jurídica según la Ley 3/1999, de 10 de marzo, de Patrimonio Cultural Aragonés.